# Ultimate Ghosts 'n Goblins
Ultimate Ghosts 'n Goblins (極魔界村, Goku Makaimura) est un jeu vidéo de plates-formes de la série Ghosts 'n Goblins, distribué par Capcom sur PlayStation Portable en 2006. Il s'agit du premier jeu de la série à proposer des graphismes en 3D, tout en conservant le gameplay 2D des volets précédents. Cet épisode marque aussi le retour de Tokuro Fujiwara aux commandes de la série.

## But du jeu
Le scénario de cet opus de la série Ghosts 'n Goblins est rigoureusement identique aux précédents : le joueur incarnera Arthur, preux chevalier, et devra délivrer la princesse, kidnappée une nouvelle fois par le méchant. Pour cela, Arthur devra traverser des niveaux et collecter des anneaux lui permettant d'ouvrir la dernière porte, d'affronter l'ennemi et de sauver la princesse.

## Type de jeu
Ultimate Ghosts 'n Goblins est un jeu de plates-formes en 2D. Le principe est simple : détruire les ennemis, traverser le niveau, affronter des boss. 
Cependant plusieurs caractéristiques distinguent ce jeu :
- une difficulté importante[1]. Les différents modes de jeu permettent de lisser cette difficulté: ainsi en mode novice le joueur se verra octroyer une dizaine de vies et pourra reprendre le jeu à l'endroit de sa mort, tandis que dans le mode le plus dur il faudra refaire tout le niveau. Des Continue infinis sont disponibles lorsque la partie se termine.
- la possibilité de gérer l'inventaire du personnage. Contrairement aux précédents épisodes, ici le personnage va accumuler des objets de quêtes, des magies, des bâtons magiques, et des boucliers dont le joueur pourra gérer l'utilisation.
- la nécessité de parcourir plusieurs fois le jeu afin de collecter les objets de quête. Certains objets se trouvent dans des endroits qui ne sont accessibles que grâce à la possession d'éléments acquis dans les derniers niveaux. (par exemple le bouclier du Dragon ou l'armure d'ange déchu, qui permettent de voler et d'atteindre des passages en hauteur). Ces aller-retours entre les niveaux sont rendus nécessaire par la dernière porte, qui est verrouillée et que seuls 22 anneaux d'or disséminés un peu partout tout au long du jeu, peuvent ouvrir.

## Jouabilité
Ghosts 'n Goblins est volontairement peu jouable. La trajectoire du personnage n'est pas maîtrisable quand il fait un saut, et les angles de tir sont limités. En revanche, les ennemis arrivent de toutes les directions, les chausses-trappes apparaissent à l'envi sous les pieds d'Arthur, et le niveau est truffé de pièges en tous genres qui rendent l'espérance de vie d'Arthur très faible.
Pour survivre, Arthur doit chercher des armures (qui augmentent sa défense, chaque coup lui en faisant perdre). S'il est touché sans armure Arthur perd en effet une vie.
De plus, certaines armures ont des propriétés spéciales, comme une augmentation de la vitesse, ou la possibilité de voler.
Côté armes, elles sont très variées et aucune ne se distingue véritablement car chacune est adaptée à un type de situation: Le fouet permet d'attraper certains objets inaccessibles, contre une portée limitée, la hache à tête chercheuse est puissante, mais sa cadence de tir est faible et on ne peut pas viser un ennemi en priorité, les fioles d'eau bénites ont une trajectoire courbe mais affectent une zone quand elles heurtent le sol, ou encore la très classique lance de chevalier qui tire à une cadence élevée mais avec laquelle il faudra savoir être précis.

## Remake
Gokumakaimura Kai est un remake d'Ultimate Ghosts 'n Goblins. Il reprend de très nombreux éléments du jeu (morceaux de la bande-son originale, système de niveau, personnages, histoire, gameplay, ...) tout en apportant son lot d'originalités (inventaire, nouveaux mouvements du personnage, nouveaux objets - armes, armures, boucliers, magies, bâtons -, nouveaux niveaux).
Les graphismes sont ceux d'une console de nouvelle génération, avec un mélange d'effets 3D dans des niveaux 2D, une profondeur graphique plus grande que celle des consoles d'ancienne génération (que l'on retrouve surtout la texture des niveaux et des boss), tout en conservant un certain effet rétro (style du logo et de la carte du monde) propre à la série.